# Julius Hamburger

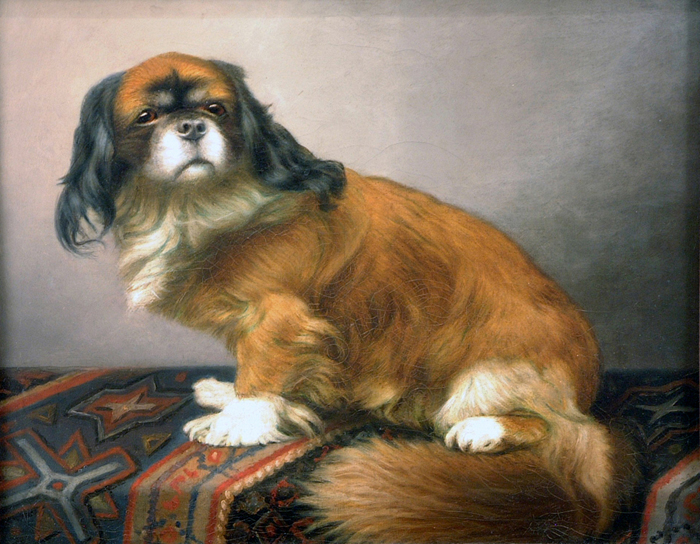
Tibetanischer Spaniel

Julius Hamburger (* 2. April 1830 in Bratislava; † 23. Februar 1909 in Wien) war ein österreichischer Porträt- und Tiermaler.
Hamburger studierte Malerei an der Akademie der bildenden Künste Wien bei Johann Ender, Leopold Kupelwieser und Karl von Blaas. Er malte hauptsächlich Porträts und Tierbilder.